# Alejandro Reyes
Alejandro Reyes, né le 27 février 1992 à Quilpué au Chili, est un chanteur et compositeur suisse d'origine chilienne.
Il a sorti son premier album studio Alejandro Reyes en septembre 2015. En janvier 2018, il est confirmé comme l'artiste suisse au Concours Eurovision de la chanson 2018.

## Biographie

### Jeunesse
Reyes nait au Chili le 27 février 1992.À la suite d'une malformation congénitale, Alejandro Reyes est privé de sa main gauche, mais cela ne l'empêche pas de jouer de la guitare et de composer. Après une enfance mouvementée faite de déménagements successifs, la famille d'Alejandro Reyes finit par s'installer à Lausanne, en Suisse, lorsqu'il a 10 ans. Il commence sa carrière musicale lorsqu'un ami lui offre une guitare. Il s'inspire pour ses chansons de situations réelles.

### Carrière

#### Débuts (2013-2016)
Alejandro Reyes sort son premier single, Lovely Season, le 11 février 2013.
En 2014, il participe à la saison 3 de l'émission télévisée française The Voice : La Plus Belle Voix. Lors des auditions à l'aveugle, il chante Wake Me Up! et est éliminé sans qu'aucun coach ne se retourne.
Il sort The Only One comme premier single de son premier album le 27 avril 2015. Son premier album studio éponyme sort le 25 septembre 2015 chez HitMill Records. L'album culmine à la 36e place du Schweizer Hitparade. Le 21 octobre 2015, il sort le single Momento avec Snook, Make Plain et Anna. La chanson culmine numéro 13 du Schweizer Hitparade. En novembre de la même année, il se produit en première partie de Johnny Hallyday, à l'Arena de Genève.
Le 8 janvier 2016, il sort le single Malaika.

### Depuis 2017
En 2017, Alejandro Reyes signe avec un label indépendant suisse, The Hana Road Music Group.
Le 9 janvier 2018, il est confirmé comme l'un des six candidats participant à ESC 2018 - Die Entscheidungsshow, la finale nationale suisse qui sélectionne le représentant de la Suisse pour le Concours Eurovision de la chanson 2018. Il chante Compass qu'il a co-écrit avec Laurell Barker et Lars Christen. Il est également comme l'un des auteurs-compositeurs de la chanson Kiss Me de Naeman. Le spectacle a lieu le 4 février 2018 au Studio 1 de la SRF à Zürich, animé par Sven Epiney . Le gagnant est déterminé par un vote télévisé du public à 50% et un vote du jury international à 50%. Alejandro  termine à la deuxième place derrière les vainqueurs Zibbz. En octobre, Alejandro sort le single Solamente qui devient la « chanson du jour » sur l'une des plus grandes stations de radio suisses, SRF3.
En 2019, Alejandro fait partie de la Coca-Cola Music Squad avec Bastian Baker, Loco Escrito et d'autres chanteurs suisses pour la campagne de Coca-Cola en Suisse. La même année, il collabore avec AXA Insurance et la marque de vêtements Iceberg.
Jusqu'en 2021, Alejandro sort plusieurs singles d'affilée en collaboration avec d'autres chanteurs suisses. En novembre 2019, il collabore avec un DJ néerlandais Justin Prime, récompensé par des disques de platine. Ses collaborations suivantes incluent la star israélienne DJ Malka, les chanteurs suisses Lerocque et El Tiger. En 2020, Alejandro sort un single en collaboration avec ses collègues de l'Eurovision, le groupe suisse Timebelle.[réf. nécessaire]

## Discographie

### Albums
| Titre           | Détails                                                                                |
| --------------- | -------------------------------------------------------------------------------------- |
| Alejandro Reyes | - Sortie : 25 septembre 2015 - Label : HitMill Records - Format : digital et numérique |
| El Inicio       | - Sortie : 14 juin 2019 - Label: The Hana Road Music Group - Format : digital          |

### Singles
| Titre                                    | Année | Album           |
| ---------------------------------------- | ----- | --------------- |
| Lovely Season                            | 2013  | —               |
| The Only One                             | 2015  | Alejandro Reyes |
| Momento (avec Snook, Make Plain et Anna) | 2015  | –               |
| Malaika                                  | 2016  | –               |
| Compass                                  | 2018  | –               |
| I Already Know                           | 2018  | –               |
| Solamente                                | 2018  | –               |
| Loco Enamorado                           | 2019  | –               |
| Señorita                                 | 2019  | –               |
| Por Favor                                |       |                 |
| Ladrón (avec Justin Prime)               |       |                 |
| Mi Nena (avec Gal Malka)                 | 2020  |                 |
| Subete (avec El Tiger)                   | 2020  |                 |
| Asesina (avec Lerocque)                  | 2020  |                 |
| Rapido (avec Timebelle)                  | 2020  |                 |
| Boum Boum                                | 2020  |                 |
| Quiero Darte                             | 2020  |                 |
| Vuelves                                  | 2021  |                 |
| Ti Ti Ti                                 | 2021  |                 |